# Fricativa labiodentale sorda
La fricativa labiodentale sorda è una consonante molto frequente in numerose lingue, che in base all'alfabeto fonetico internazionale è rappresentata col simbolo [f].
Nell'ortografia della lingua italiana, tale fono è reso con la lettera F.

## Caratteristiche
La consonante fricativa labiodentale sorda presenta le seguenti caratteristiche:
- il suo modo di articolazione è fricativo, perché questo fono è dovuto al restringimento del canale orale (la bocca);
- il suo luogo di articolazione è labiodentale, perché nel pronunciare tale suono i denti incisivi superiori si accostano al labbro inferiore;
- è una consonante sorda, in quanto questo suono è prodotto senza vibrazione da parte delle corde vocali.

Nella fonologia generativa tale fonema è formato dalla sequenza dei tratti: +consonantico, -nasale, -compatto, +grave, -sonoro, +continuo.

## In italiano
In lingua italiana, /f/ è un fonema, e si oppone, ad esempio, sia alla fricativa labiodentale sonora /v/ sia all'occlusiva bilabiale sorda /p/; un esempio di tale suono si trova nella parola "fino" [ˈfiːno].

## Altre lingue

### Francese
In lingua francese tale fono è reso con la grafia ⟨f⟩ oppure con il digramma ⟨ph⟩:
- fou "pazzo" [fu]
- famille "famiglia" [faˈmij]

### Spagnolo
In lingua spagnola tale fono è reso con la grafia ⟨f⟩:
- fin "fine" [fin]
- fosa [ˈfosa]

### Inglese
In lingua inglese tale fono è reso con la grafia ⟨f⟩ oppure con il digramma ⟨ph⟩ o ancora con ⟨gh⟩:
- fun "divertimento" [fʌn]
- fill [fɪɫ]
- laugh

### Tedesco
In lingua tedesca tale fono è reso con la grafia ⟨f⟩ o ⟨v⟩ oppure con il digramma ⟨ph⟩:
- fade "insipido" [ˈfaːdə]
- von "di" [fɔn]

### Ceco
In lingua ceca tale fono è reso con la grafia ⟨f⟩:
- foukat [ˈfou̯kat]

### Polacco
In lingua polacca tale fono è reso con la grafia ⟨f⟩ o ⟨w⟩ (solo in fin di parola o accanto a consonante sorda): 
- alfabet "alfabeto" [alˈfabɛt]
- krew "sangue" [krɛf]

### Greco
In lingua greca moderna tale fono è reso ⟨φ⟩ o ⟨-υ⟩ nell'alfabeto greco:
- φάρος (traslitterato pháros) "faro" [ˈfɐros]
- εύπιστος (traslitterato eúpistos) "credulo" [ˈɛfpistos]
- άνευ (traslitterato áneu) "senza" [ˈɐnef]

### Russo
In lingua russa tale fono è reso ⟨ф⟩ о ⟨в⟩ (solo in fin di parola o seguita da consonante sorda) nell'alfabeto cirillico:
- ифрами [ɪˈframʲɪ]

### Ebraico
In lingua ebraica tale fono è un allofono della occlusiva bilabiale sorda /p/, di cui rappresenta la realizzazione dopo vocale.

### Arabo
In lingua araba:
- ظَرْف "busta" [ðˤɑrf]